# Халуагхат
Халуагхат (бенг. হালুয়াঘাট, англ. Haluaghat) — город на севере Бангладеш, административный центр одноимённого подокруга. По данным переписи 2001 года, в городе проживало 9727 человек, из которых мужчины составляли 52,04 %, женщины — соответственно 47,96 %. Уровень грамотности населения составлял 56,5 % (при среднем по Бангладеш показателе 43,1 %).